# Ammainaickanur
Ammainaickanur (o Ammainuckanur, Ammayanaickanur) è una suddivisione dell'India, classificata come town panchayat, di 16.547 abitanti, situata nel distretto di Dindigul, nello stato federato del Tamil Nadu. In base al numero di abitanti la città rientra nella classe IV (da 10.000 a 19.999 persone).

## Geografia fisica
La città è situata a 10° 12' 50 N e 77° 54' 53 E.

## Società

### Evoluzione demografica
Al censimento del 2001 la popolazione di Ammainaickanur assommava a 16.547 persone, delle quali 8.382 maschi e 8.165 femmine. I bambini di età inferiore o uguale ai sei anni assommavano a 1.952, dei quali 998 maschi e 954 femmine. Infine, coloro che erano in grado di saper almeno leggere e scrivere erano 10.782, dei quali 6.122 maschi e 4.660 femmine.